# 1991 في الجزائر
فيما يلي قوائم الأحداث التي وقعت خلال عام 1991 في الجزائر.

## أحداث
- 26 ديسمبر – الانتخابات التشريعية الجزائرية 1991

## سياسة

### تعيين في المنصب
- 5 يونيو – الأخضر الإبراهيمي وزارة الشؤون الخارجية.

## أفلام
من الأفلام التي صدرت هذه السنة في الجزائر:
- 1 يناير – الطاكسي المخفي من إخراج بن عمر بختي.

## موسيقى

### أغاني
من الأغاني التي صدرت هذه السنة في الجزائر:
- 1 يناير – دي دي من غناء الشاب خالد.

## مواليد

### يناير
- 10 يناير – صفية بوخيمة لاعبة كرة طائرة جزائرية.

### فبراير
- 3 فبراير – سيد علي العمري لاعب كرة قدم جزائري.

### مارس
- 7 مارس – هشام نقاش
- 16 مارس – سيليا ماقنانا لاعبة كرة طائرة جزائرية.

### أبريل
- 3 أبريل – أكرم جحنيط لاعب كرة قدم جزائري.

### يونيو
- 6 يونيو – عايشة مزمات لاعبة كرة طائرة جزائرية.

### يوليو
- 23 يوليو – سعيد خير الدين عروسي لاعب كرة قدم جزائري.

### أغسطس
- 20 أغسطس – سونيا عسيلة لاعبة جودو جزائرية.

### أكتوبر
- 24 أكتوبر – هشام مختار لاعب كرة قدم جزائري.

### نوفمبر
- 30 نوفمبر – بغداد بونجاح لاعب كرة قدم جزائري.

### ديسمبر
- 11 ديسمبر – رفيق بولعنصر لاعب كرة قدم جزائري.

## وفيات

### يناير
- 1 يناير – عبد القادر الياجوري

### أبريل
- 4 أبريل – شريف مرزوقي (مواليد 1951) رسام جزائري.

### مايو
- 4 مايو – محمد خدة (مواليد 1930) فنان جزائري.
- 13 مايو – عبد الرحمان فارس (مواليد 1911) سياسي جزائري.